# Flower (chanson de Sonic Youth)
Pour les articles homonymes, voir Flower.
Flower est un single du groupe Sonic Youth, publié en 1986 par Homestead/Blast First. Il existe trois versions différentes de ce single : la première contient Flower sur la face A et Halloween sur la face B (les deux morceaux furent par la suite ajoutés sur la réédition de Bad Moon Rising) ; la seconde contient une version de Flower où le mot "Fuck" est censuré en face A et Rewolf (le morceau Flower à l'envers) en face B ; enfin, la troisième version contient Flower sur la face A et Satan is Boring (Supermix), une version étendue enregistrée live de Satan is Boring (disponible sur Death Valley '69 et la réédition de Bad Moon Rising).

## Titres

### Première version
1. Flower
2. Halloween

### Seconde version
1. Flower (Anti-Fuckword Radio Edit)
2. Rewolf

### Troisième version
1. Flower
2. Satan Is Boring (Supermix)